# Salade composée
Pour les articles homonymes, voir Salade et Composition.
Une salade composée ou salade mixte est une recette de cuisine à base de mélange de salade et de divers ingrédients. Variante des assiettes composées, il en existe une multitude de recettes de toutes les cuisines du monde. 

## Quelques recettes traditionnelles
D'innombrables variantes de recettes de salades composées sont possibles, en particulier en cuisine française,,,, dont quelques « classiques traditionnels internationaux » :
- Antipasti
- Fatouche
- Hmiss
- Mesclun
- Panzanella
- Salade alsacienne
- Salade aveyronnaise
- Salade californienne
- Salade caprese
- Salade cauchoise
- Salade César
- Salade de chèvre chaud
- Salade chopska
- Salade de chou
- Salade comtoise
- Salade de couac
- Salade Crab Louie
- Salade fécampoise
- Salade fiambre
- Salade gado-gado
- Salade gỏi
- Salade grecque
- Salade hawaïenne
- Salade juive
- Salade landaise
- Salade au lard ardennaise
- Salade liégeoise
- Salade lyonnaise
- Salade méchouia
- Salade niçoise
- Salade normande
- Salade aux œufs
- Salade de papaye verte
- Salade parisienne
- Salade périgourdine
- Salade piémontaise
- Salade de pissenlit
- Salade de pommes de terre
- Salade russe
- Salade scandinave
- Salade serbe
- Salade Shrimp Louie
- Salade sigoise
- Salades thaï (en)
- Salade tunisienne
- Salade urap
- Salade vosgienne
- Salade Waldorf
- Salade yusheng
- Taboulé
- Taktouka

Quelques salades de cuisine française
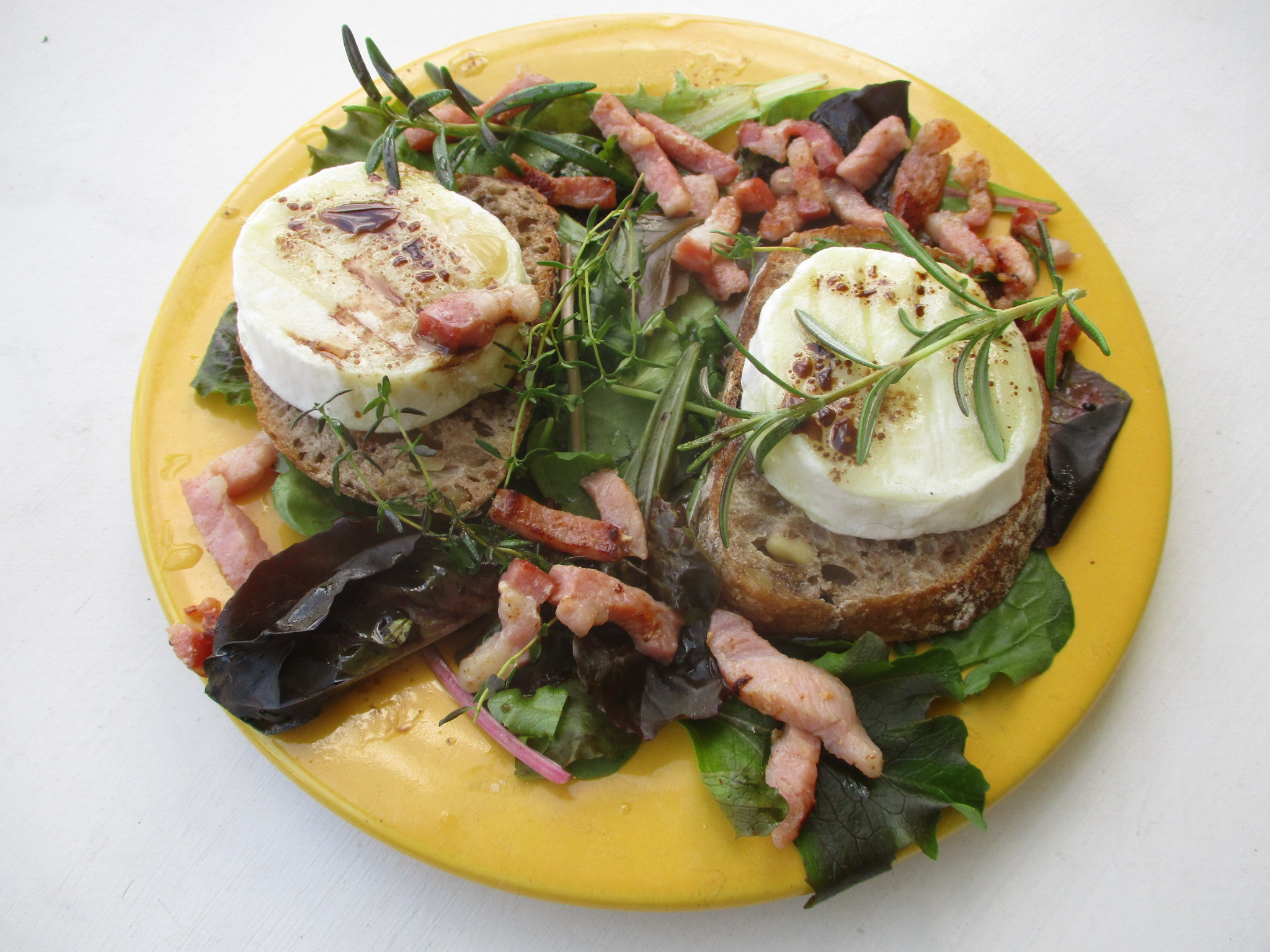
Salade de chèvre chaud.
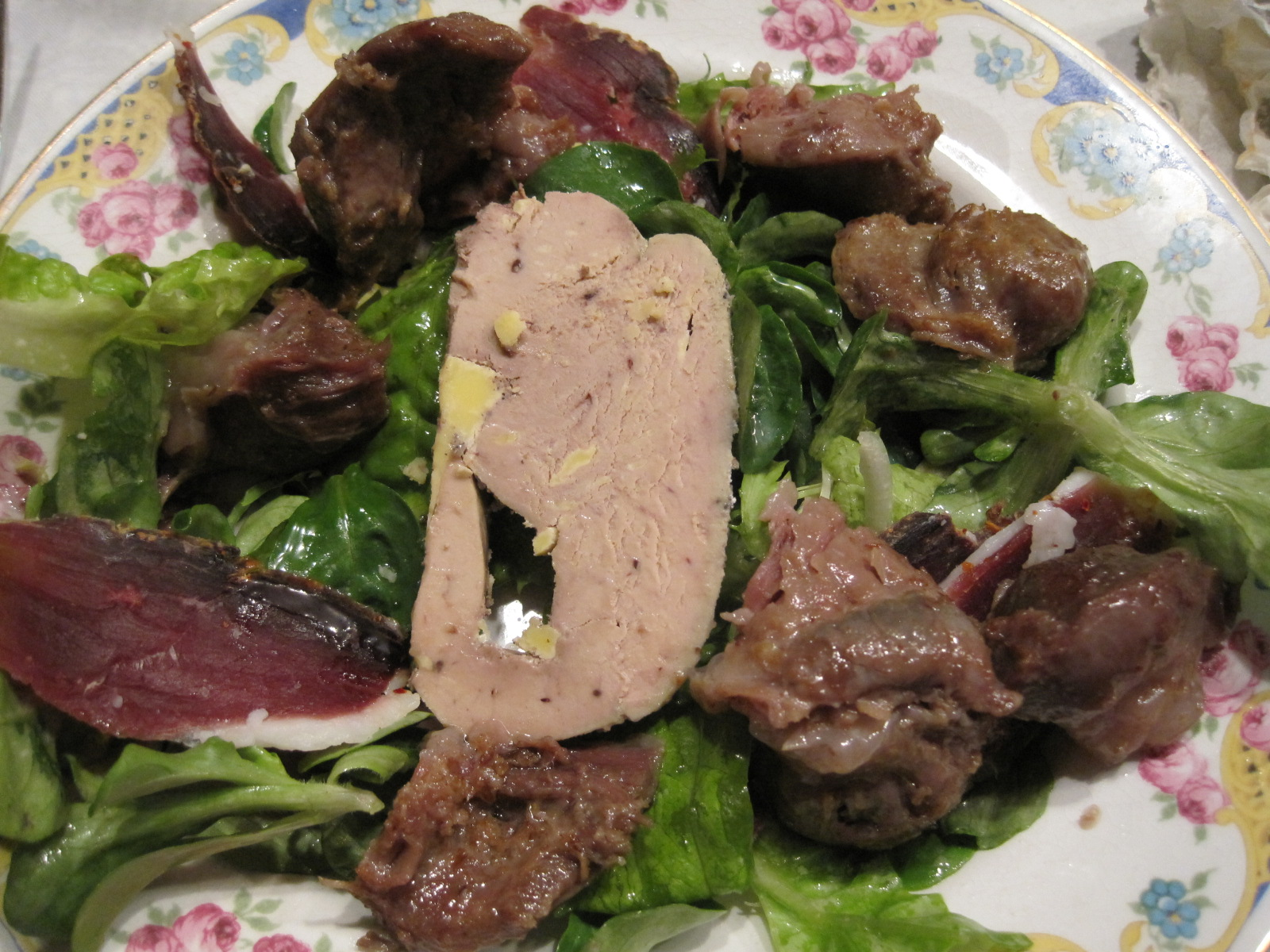
Salade landaise.
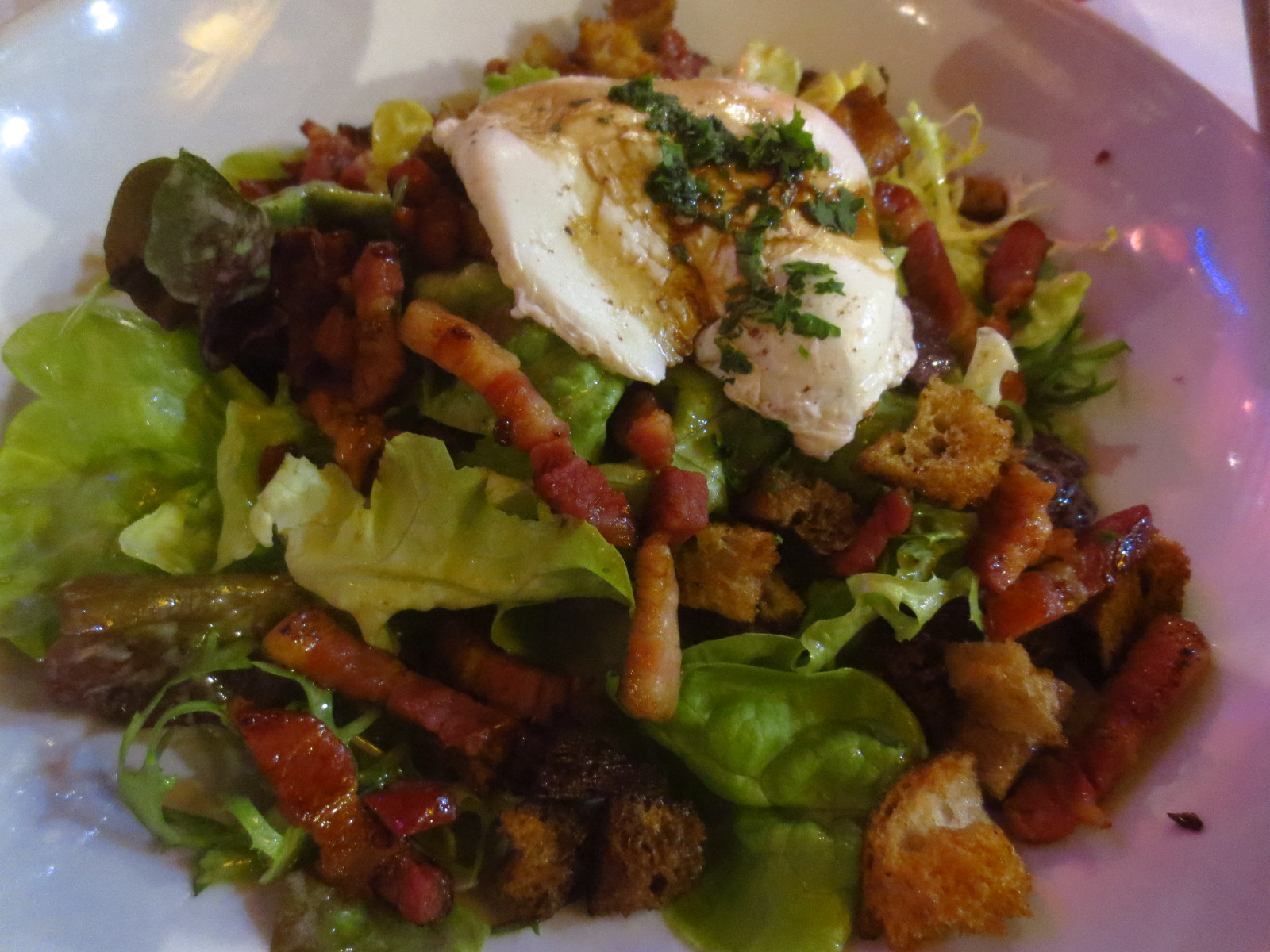
Salade lyonnaise.
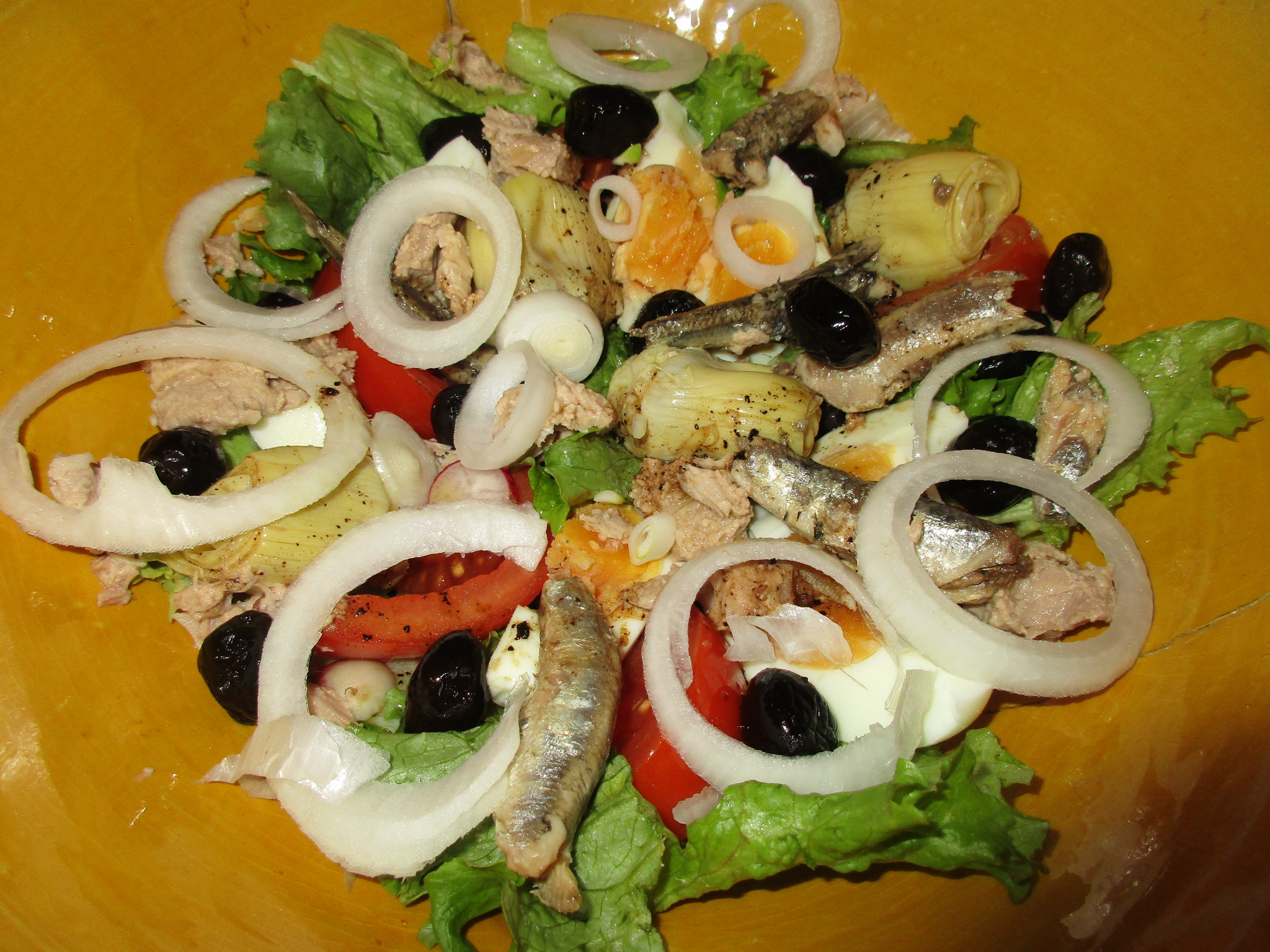
Salade niçoise.
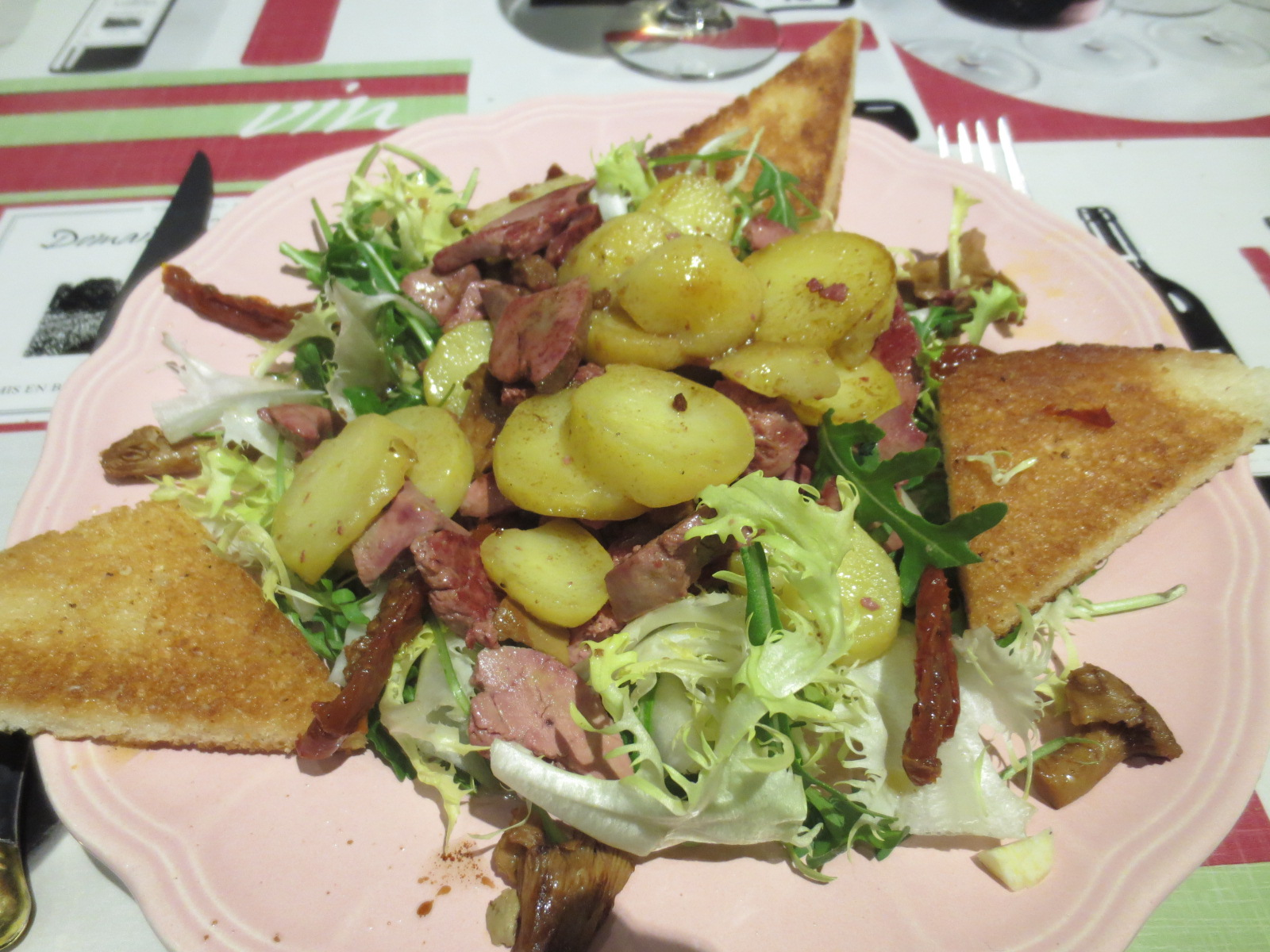
Salade périgourdine.
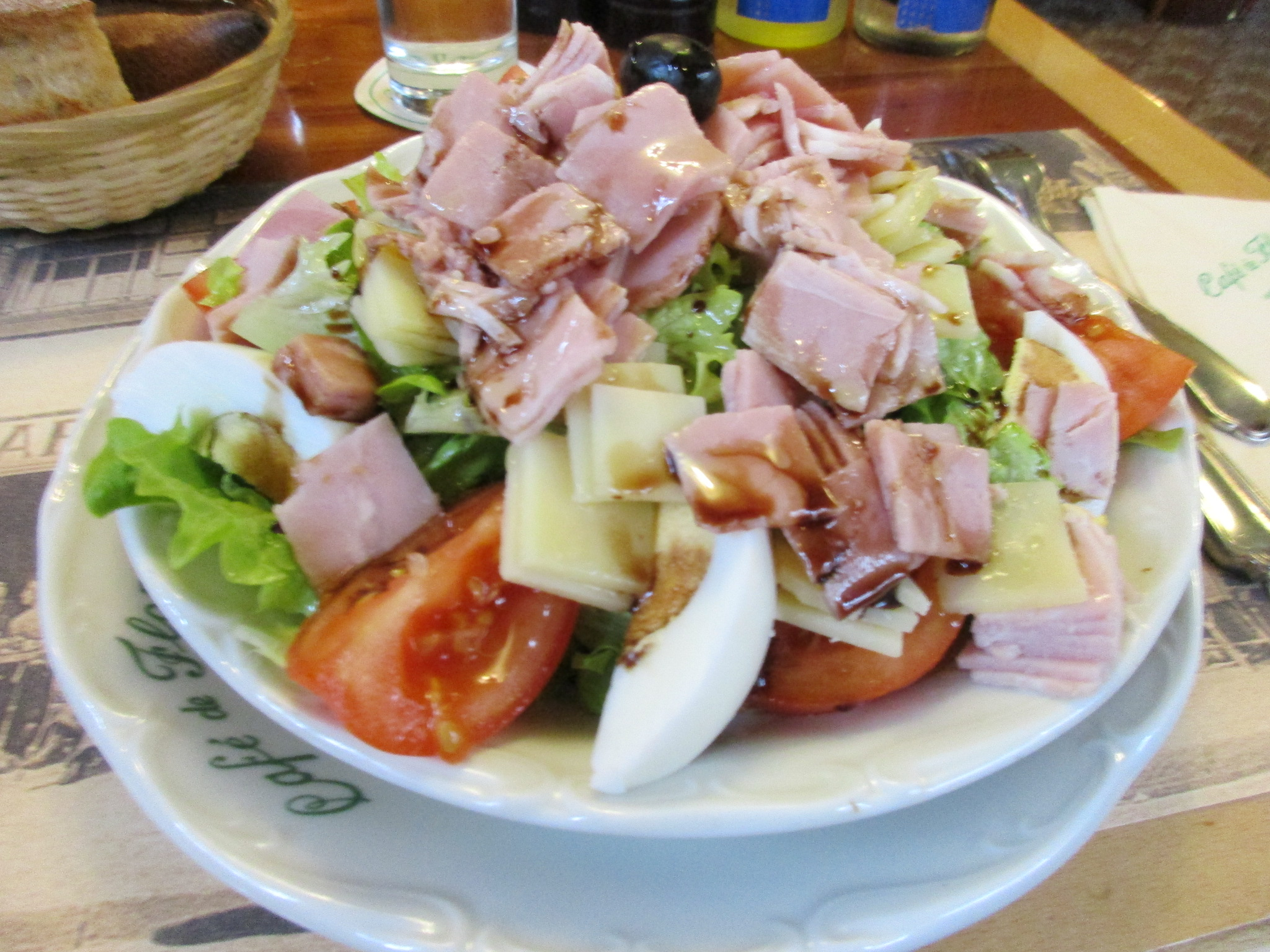
Salade parisienne.
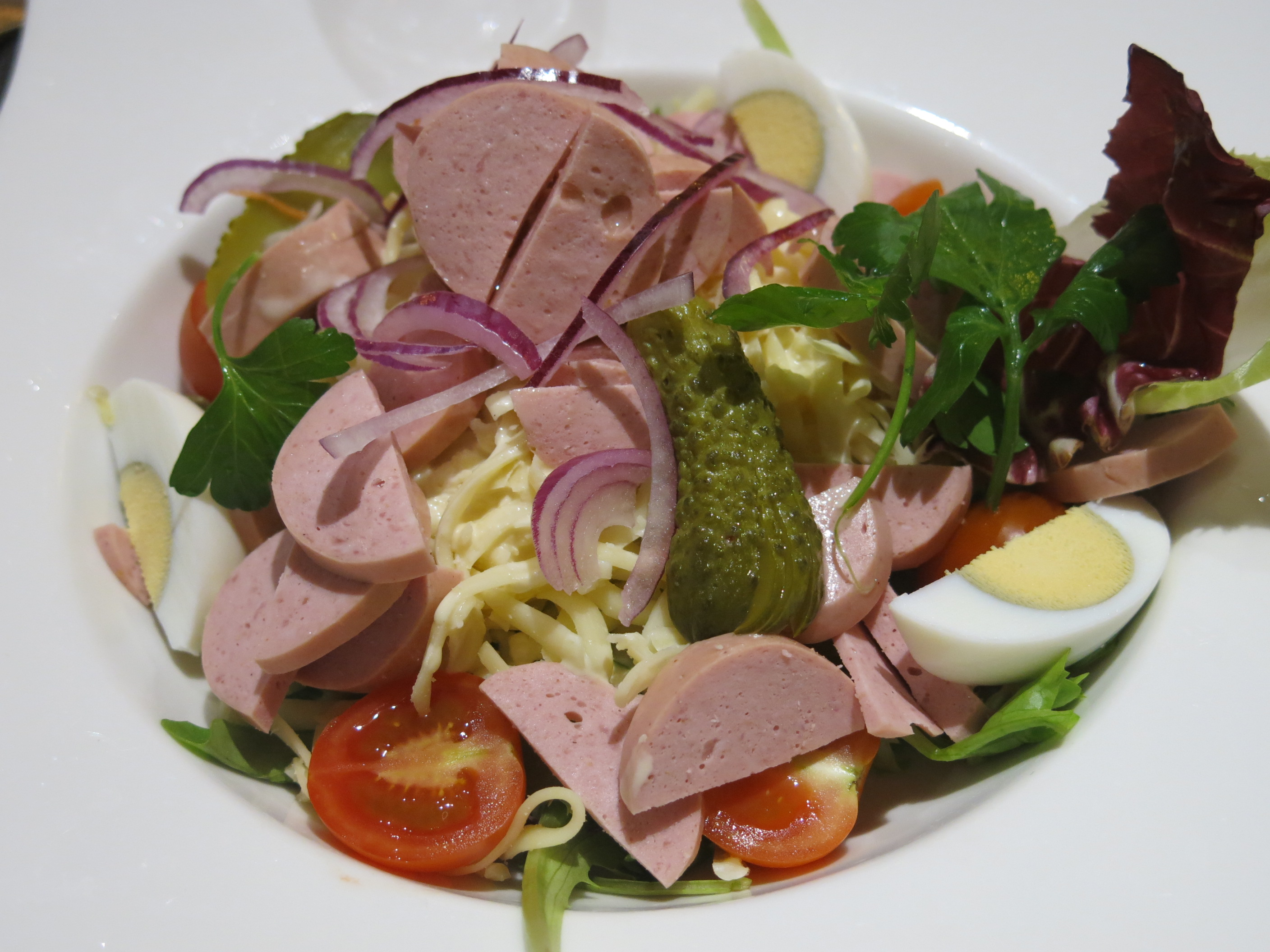
Salade alsacienne.
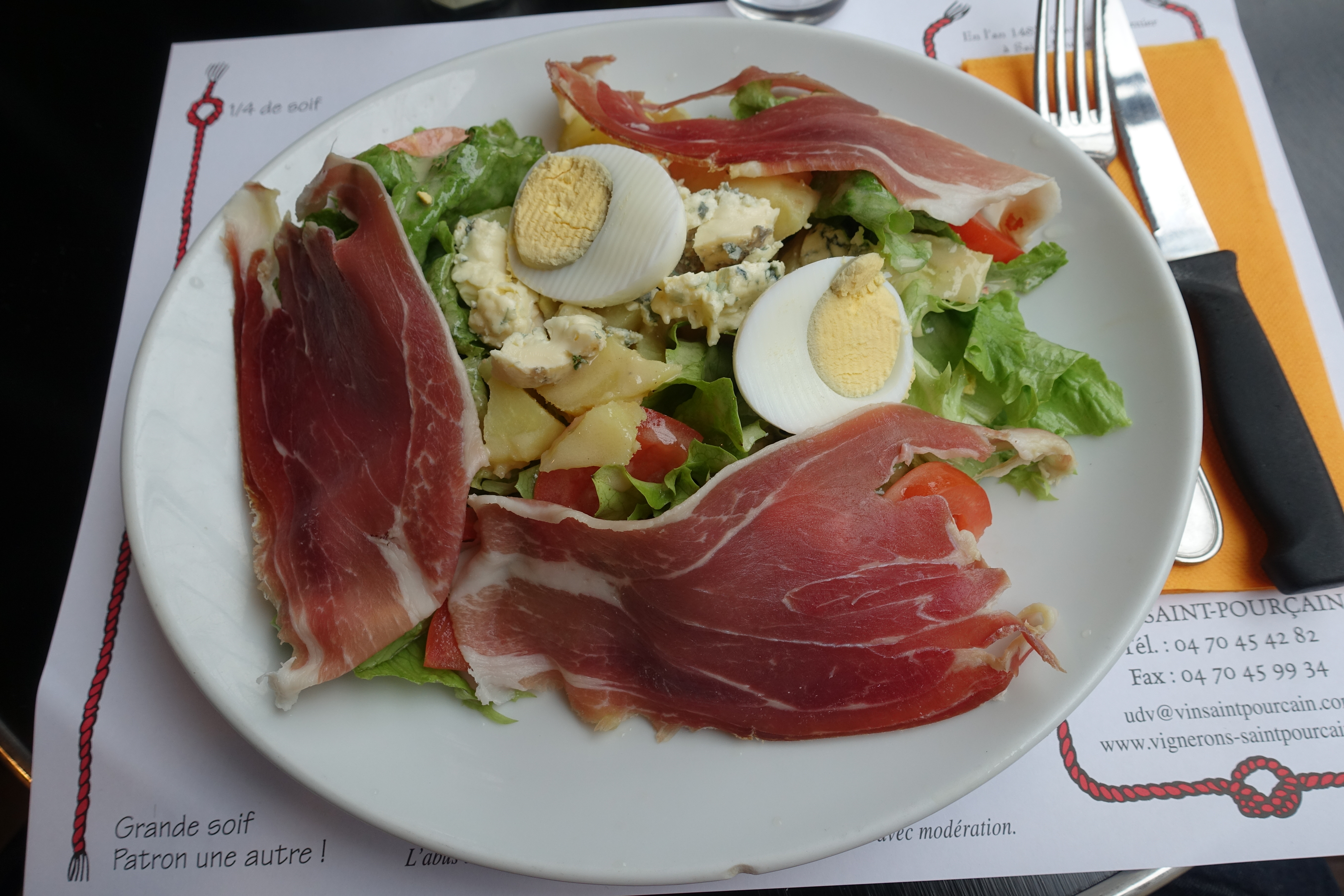
Salade aveyronnaise.
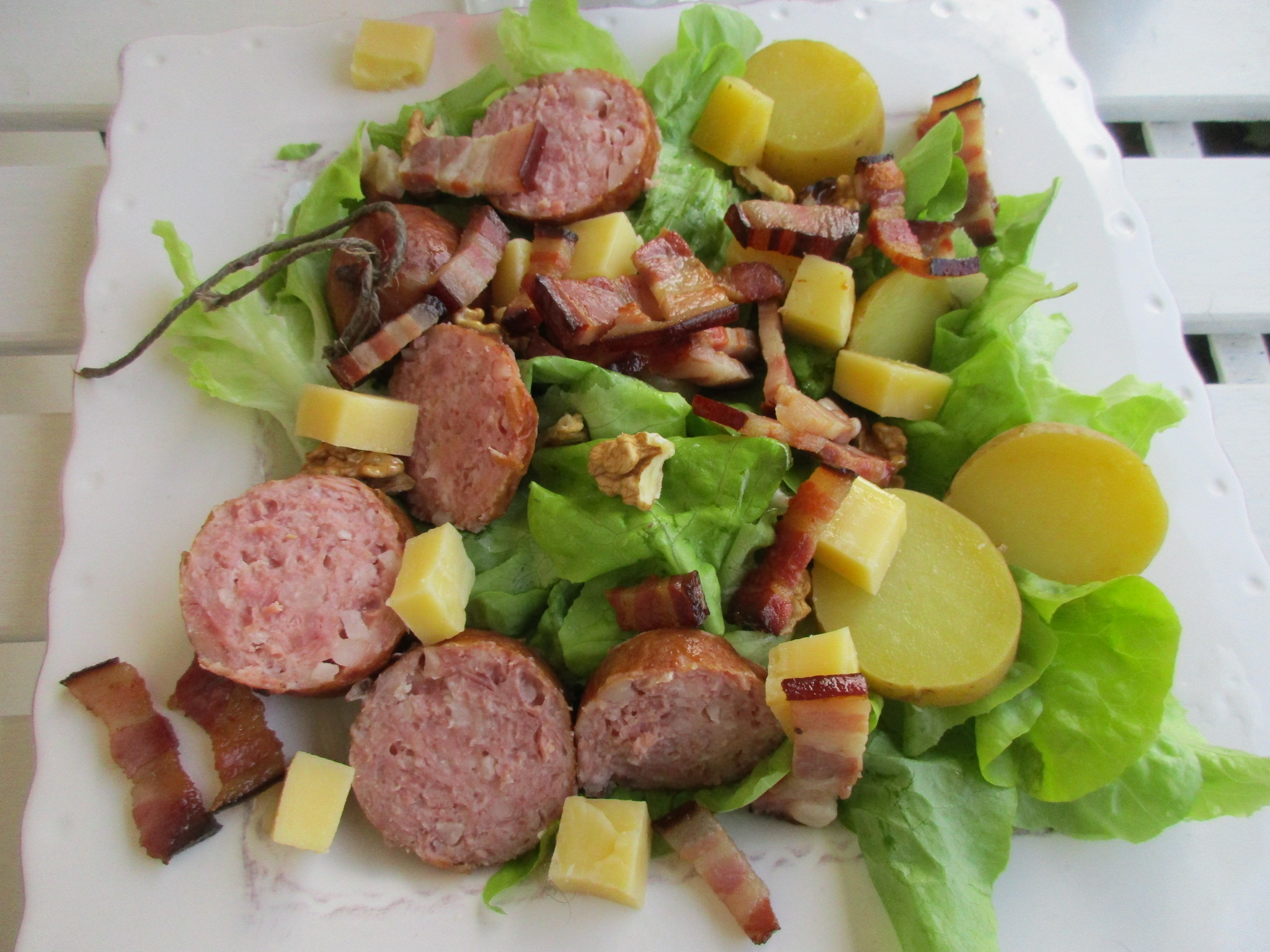
Salade comtoise.
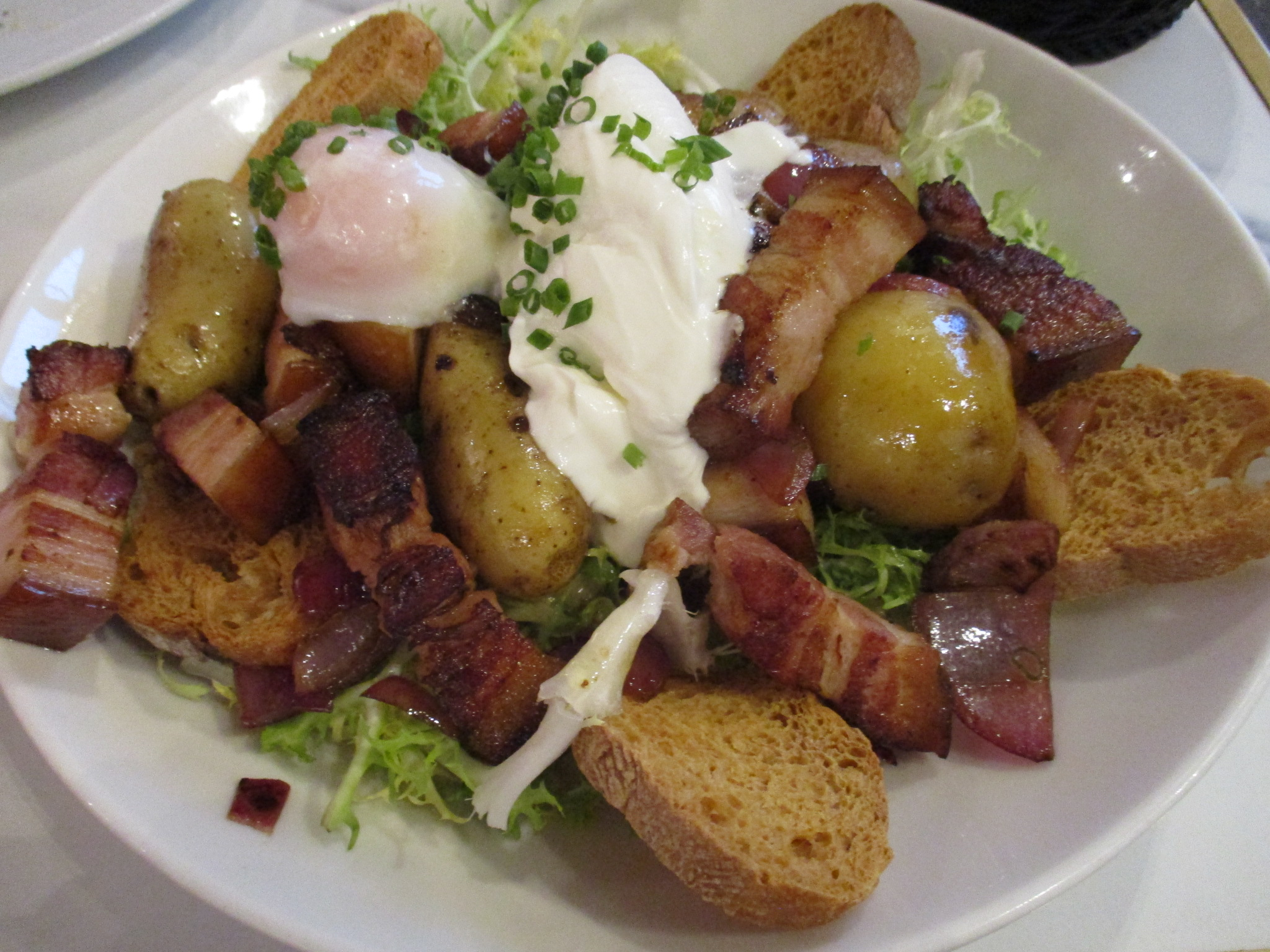
Salade vosgienne

Quelques salades de cuisines internationales
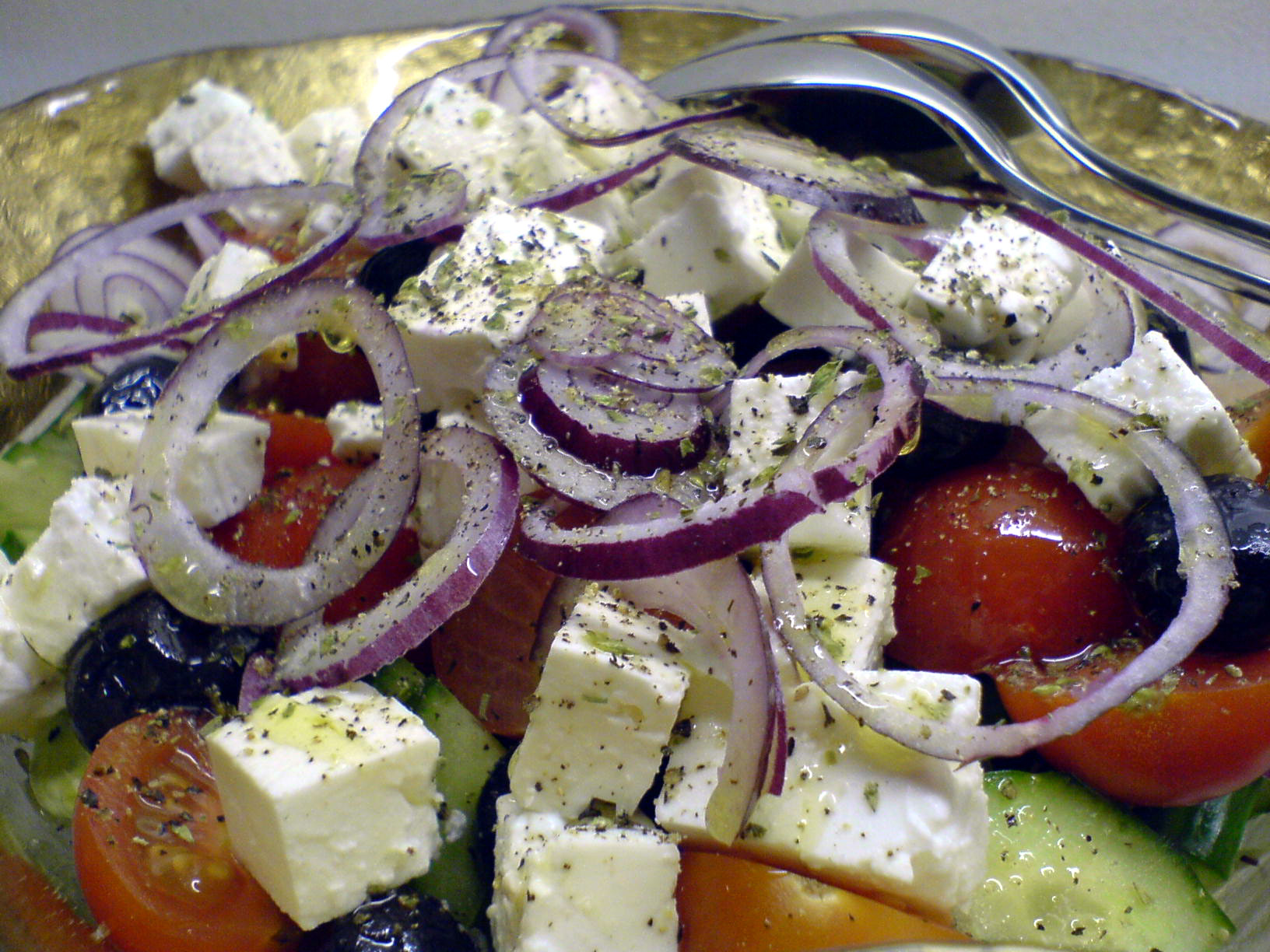
Salade grecque.
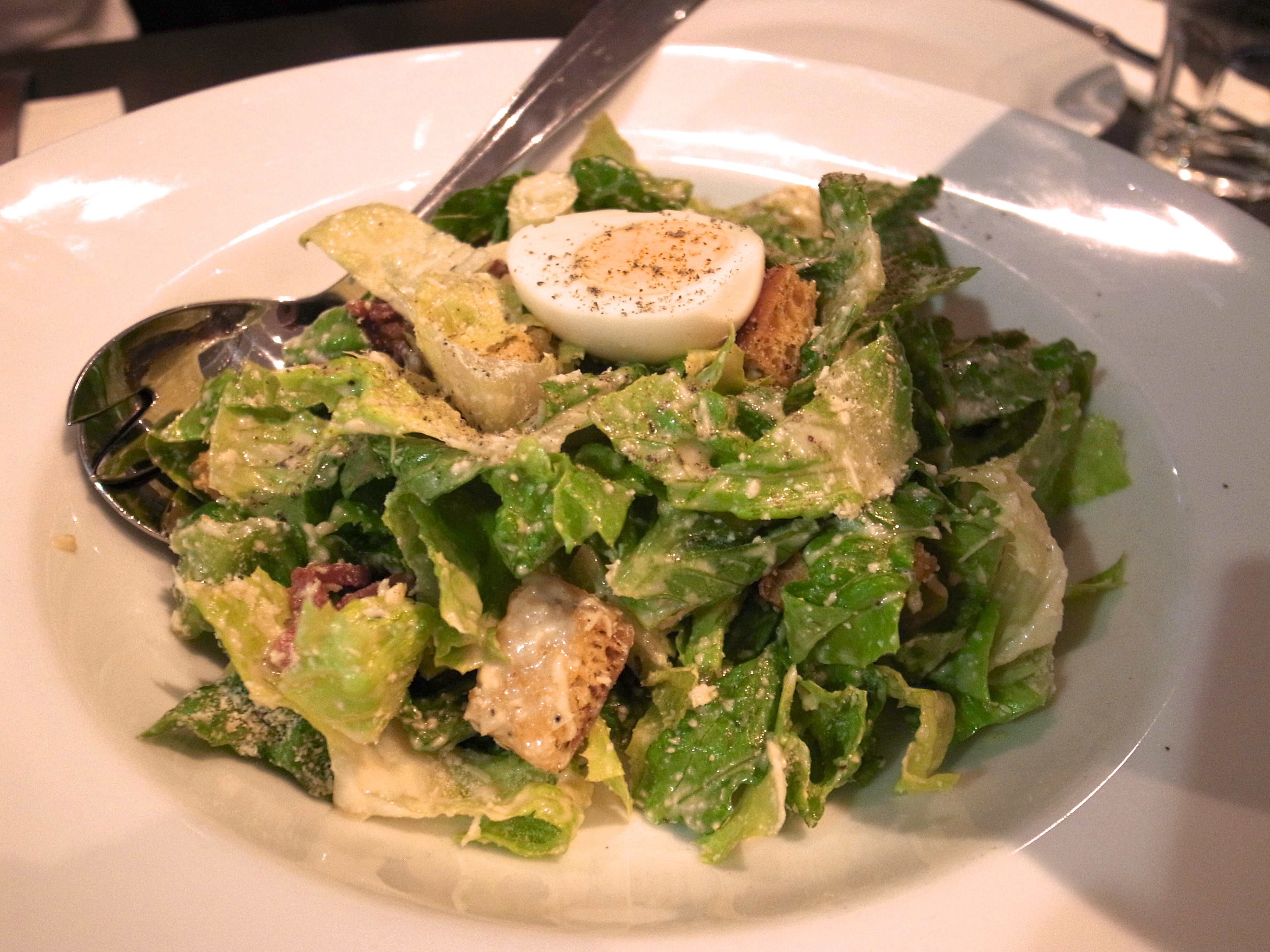
Salade César.
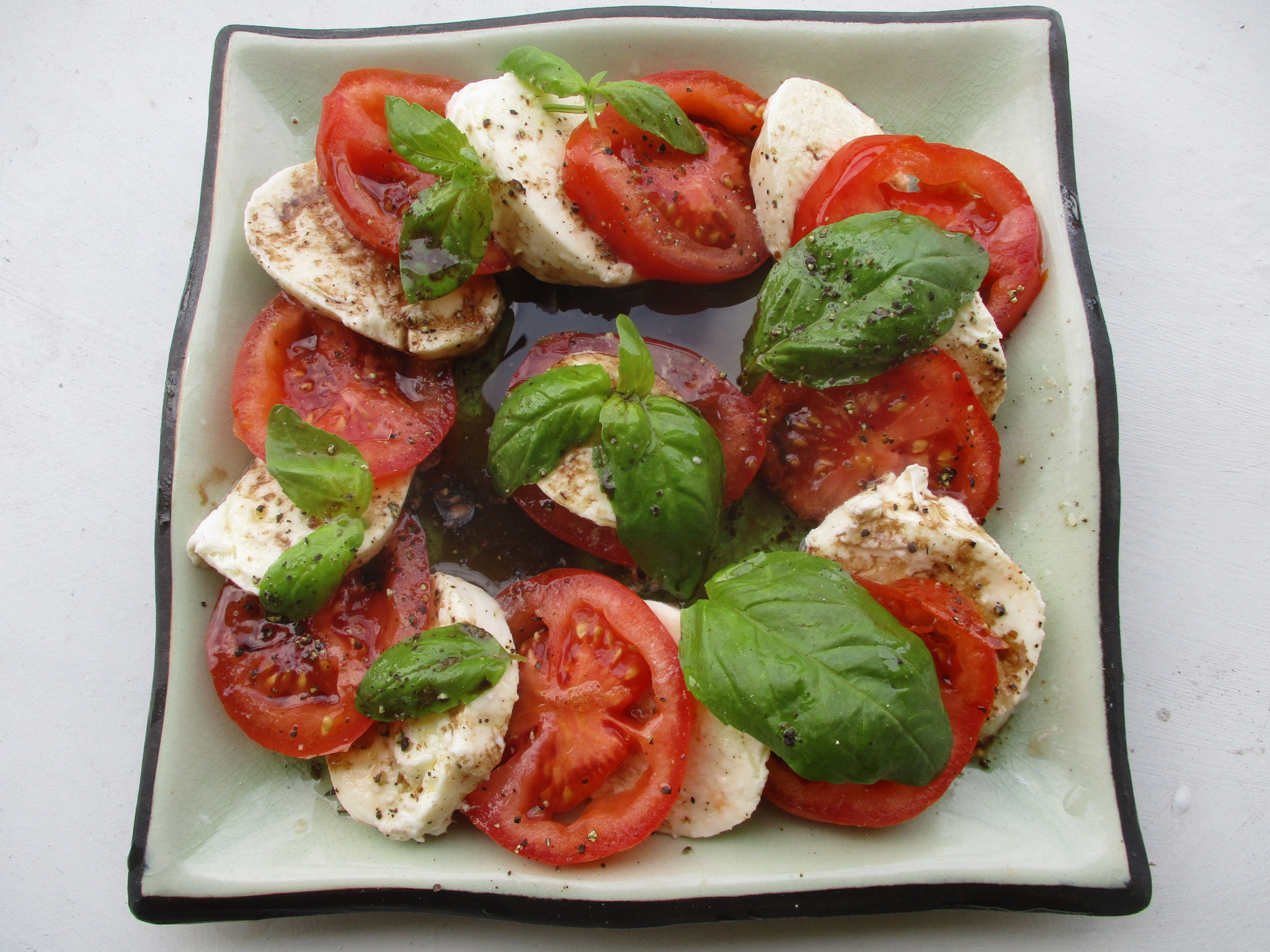
Salade caprese.
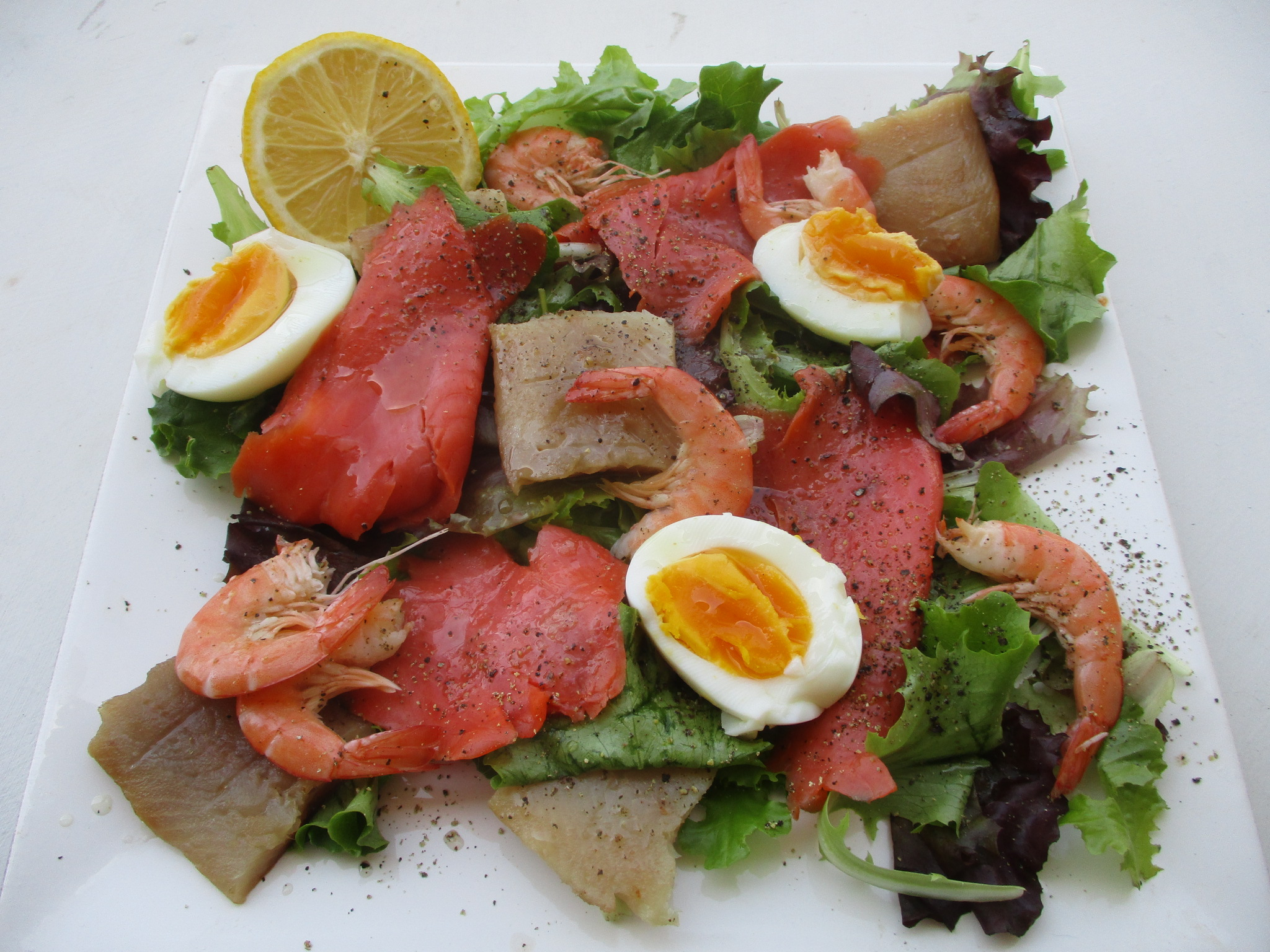
Salade scandinave.
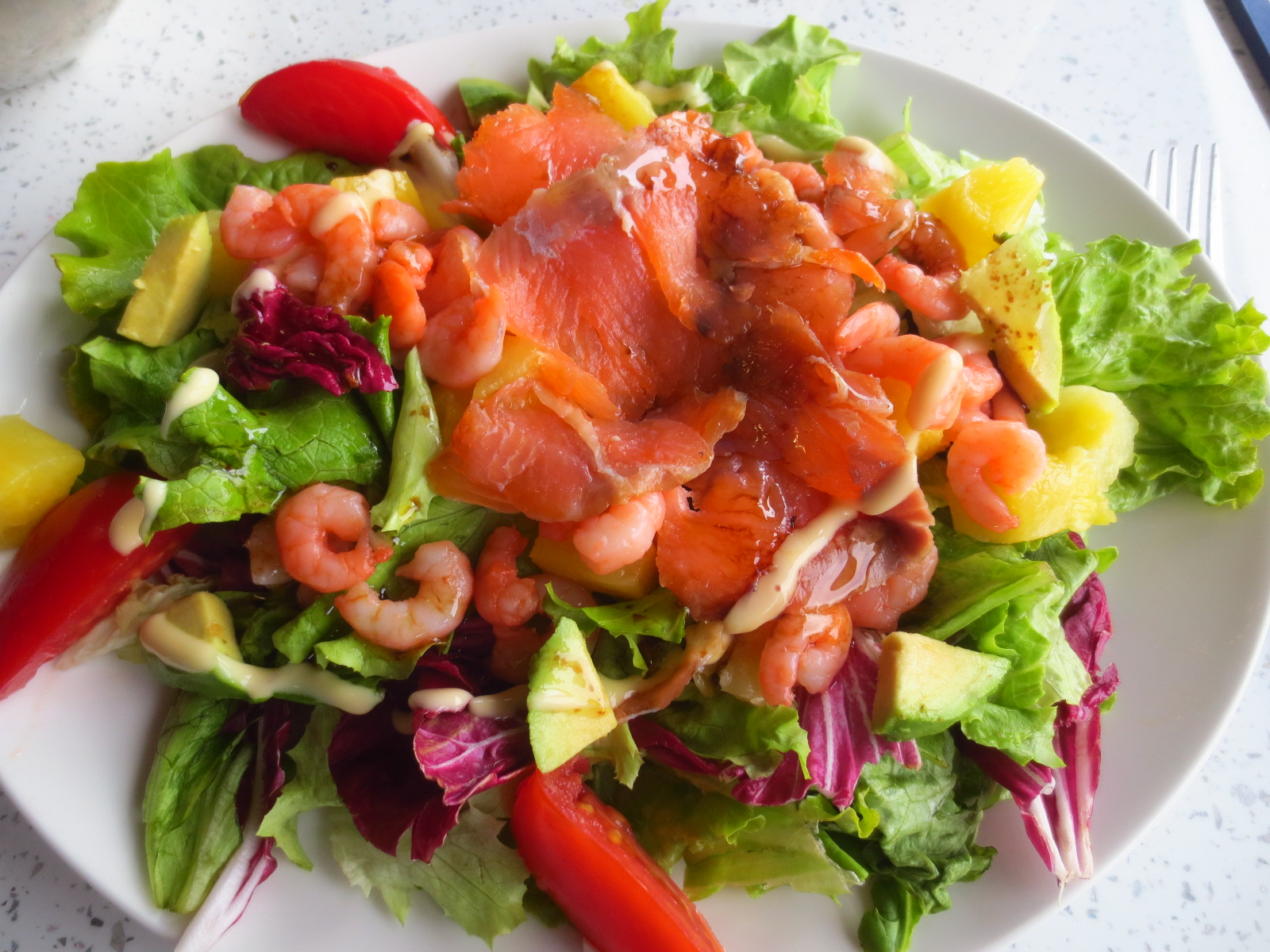
Salade californienne.

## Bar à salade

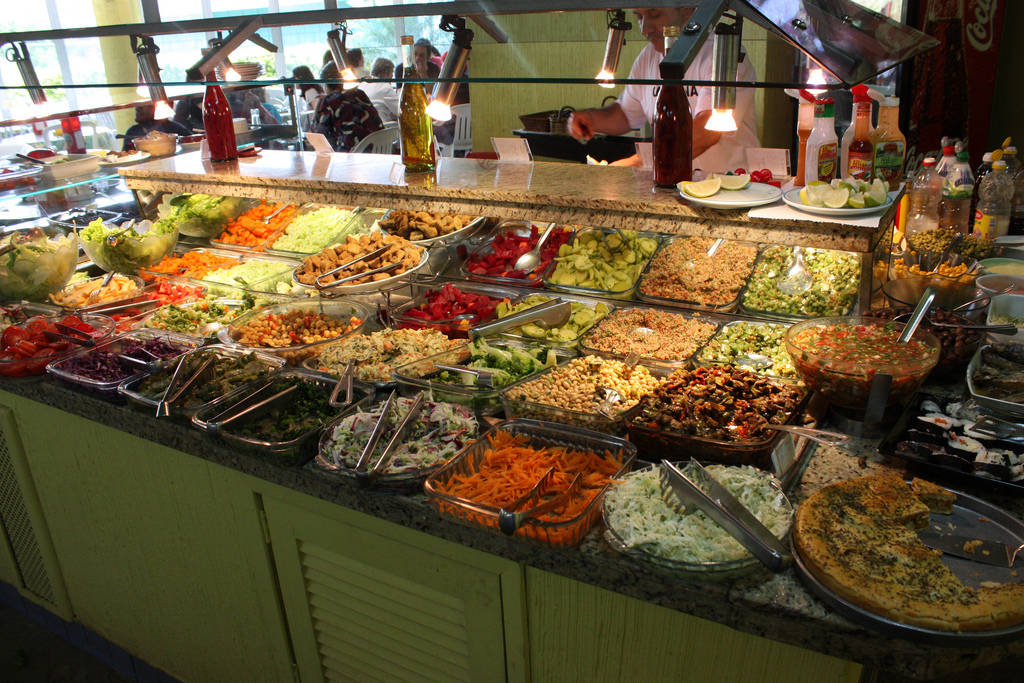
Bar à salade de restaurant libre-service.

Les bars à salade de restaurant libre-service permettent de composer sa salade soi-même.

## Quelques variantes sans salade
L'appellation « salade de » peut également s'appliquer à des mélanges d'ingrédients sans salade, ou variantes telles que : salade de macaronis, insalata di riso (en), antipasti, salade de poulet, salade de pommes de terre, salade de carottes râpées, de crudités, macédoine, salade de couac, salade de poulpe tunisienne, salade hawaïenne, poké bowl, buddha bowl, assiette comtoise, assiette anglaise, salade de fruits, soupe aux fruits rouges...